# (13987) 1992 WK9
1992 دابليو كي 9 (ويعرف أيضًا باسم (13987) 1992 دابليو كي 9 وفق تسمية الكوكب الصغير) (بالإنجليزية: 1992 WK9)‏ هو كويكب ضمن حزام الكويكبات؛ وترتيبه 13987 من حيث الاكتشاف.
اكتُشف هذا الجُرم الفلكي بواسطة هيروشي كانيدا في 16 نوفمبر 1992.

## وصلات خارجية
- (13987) 1992 WK9 في قاعدة بيانات مختبر الدفع النفاث لأجرام النظام الشمسي الصغيرة

- الاكتشاف · مخطط المدار ·  العناصر المدارية · المعلمات المادية

- (13987) 1992 WK9 على موقع ويكي سكاي: DSS2, SDSS, GALEX, IRAS, Hydrogen α, X-Ray, Astrophoto, Sky Map, Articles and images